# Teschener Walachen

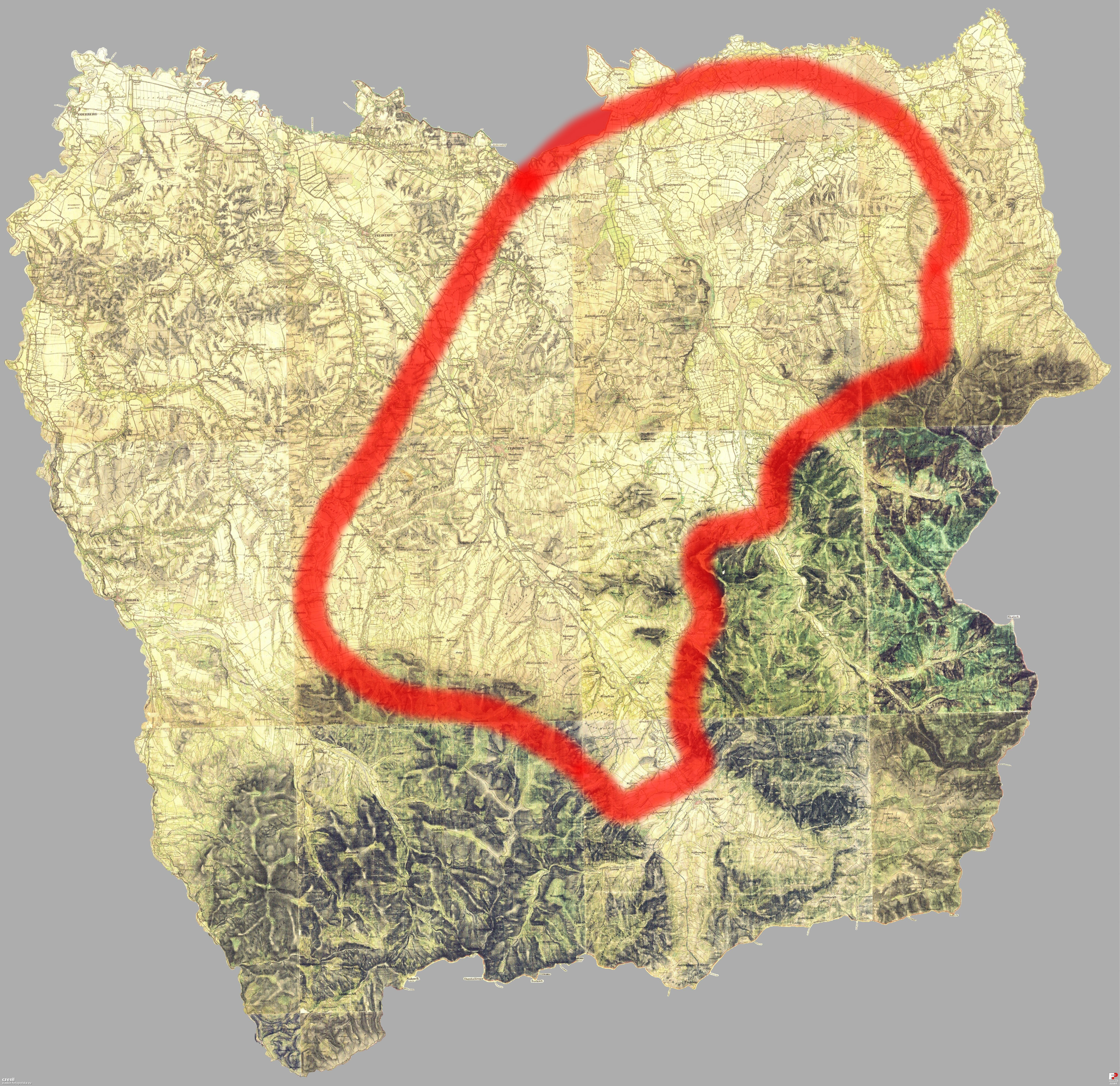
Das Gebiet der Teschener Walachen im Teschener Schlesien

Teschener Walachen (polnisch Wałasi cieszyńscy, tschechisch Těšínští Valaši) heißen die Angehörigen einer bei Teschen und Skotschau lebenden Gruppe polnischer Schlesier (im 19. Jahrhundert sogenannte Wasserpolaken), einer der vier Hauptgruppen im Teschener Schlesien. Sie sprechen Teschener Mundarten, aber vorrangig kennzeichnend für sie war die Teschener Tracht. Obwohl der Name dieser Gruppe identisch mit dem Namen der karpatischen Walachen (polnisch Wołosi bzw. Wałasi) ist, besteht zu diesen keine direkte Verbindung. Der Name der Teschener Walachen wurde wahrscheinlich als Spottname von Nachbargruppen geprägt.
Die Kultur der Volksgruppe blühte in der zweiten Hälfte des 19. Jahrhunderts nach der Aufhebung der Patrimonialherrschaften und der Leibeigenschaft im damals östlichen Österreichisch-Schlesien. Die Teschener Walachen leben im Schlesischen Vorgebirge und an den nordwestlichen Abhängen der Schlesischen Beskiden im Zuflussgebiet der Weichsel und der Olsa in Polen sowie in Tschechien. Die genaue territoriale Ausdehnung der Teschener Walachen ist wegen der sich überlappenden kulturellen Elemente mit benachbarten Gruppen, besonders in den Grenzgebieten, nur schwer anzugeben. Ihre Nachbarn sind Schlesische Lachen im Nordwesten, sowie Schlesische Goralen im Süden, wobei die letzten stärker mit der Kultur der karpatischen Walachen verbunden sind. Im Osten befand sich die deutschsprachige Bielitz-Bialaer Sprachinsel.
Die Mehrheit der Einwohner ist römisch-katholisch in Polen bzw. nicht gläubig in Tschechien, jedoch ist das Gebiet der Teschener Walachen in beiden Staaten für einen außergewöhnlich hohen Anteil von Lutheranern bekannt. Die polnische Diözese Cieszyn umfasst das ganze Gebiet der Teschener Walachen in Polen, genauso wie die tschechische Schlesische Evangelische Kirche A.B. in Tschechien.
Die Volkskunde der Teschener Walachen wurde in Polen unter anderem von Zofia Kossak-Szczucka bekannt gemacht. Die mit den Teschener Walachen verbundenen Objekte wurden u. a. vom Museum des Teschener Schlesien in Cieszyn, oder den städtischen Museen in Skoczów, Ustroń, sowie im Muzeum Těšínska in Český Těšín versammelt.

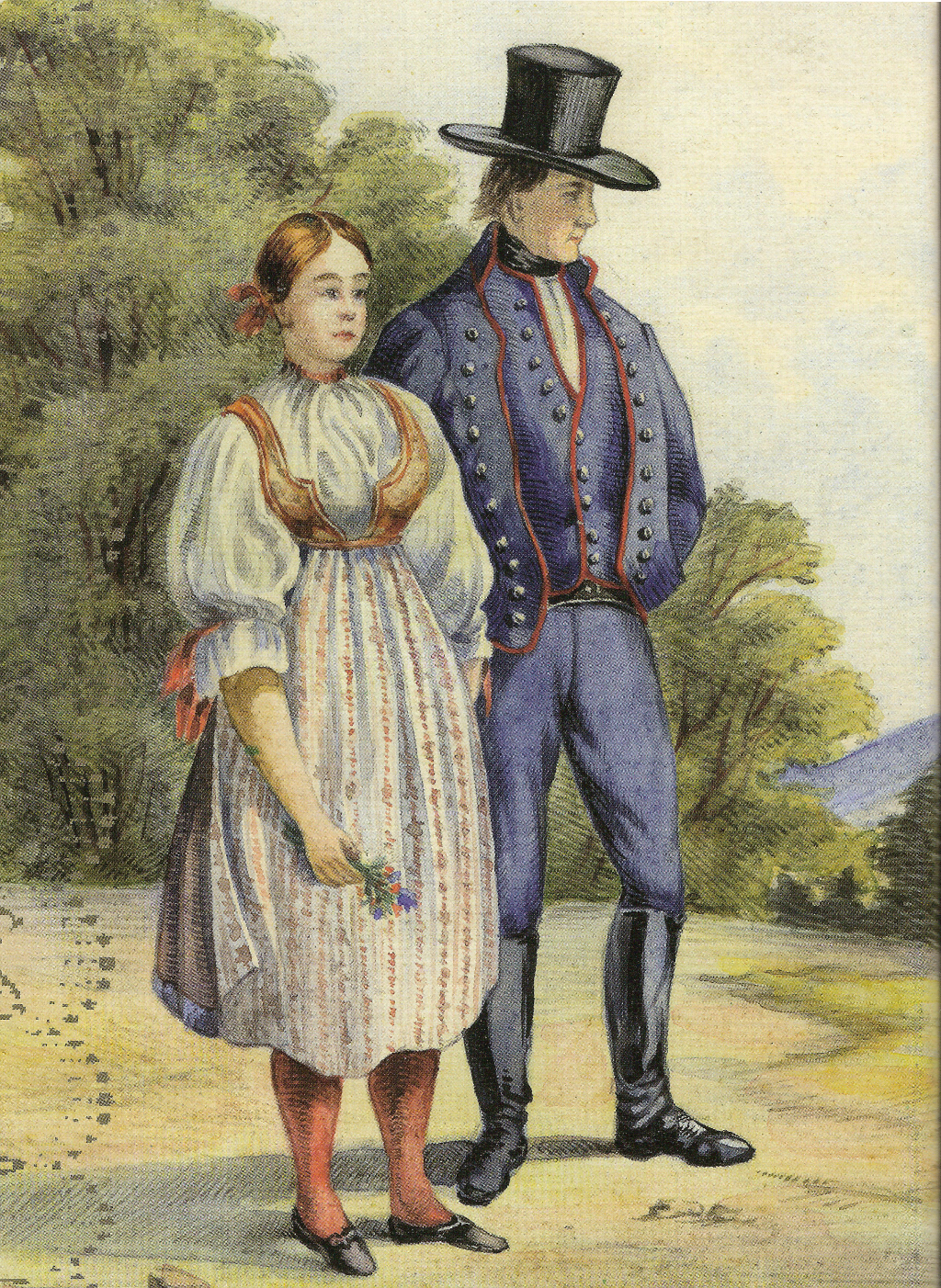
Jakob Alt: „Bei Teschen“ (1840)
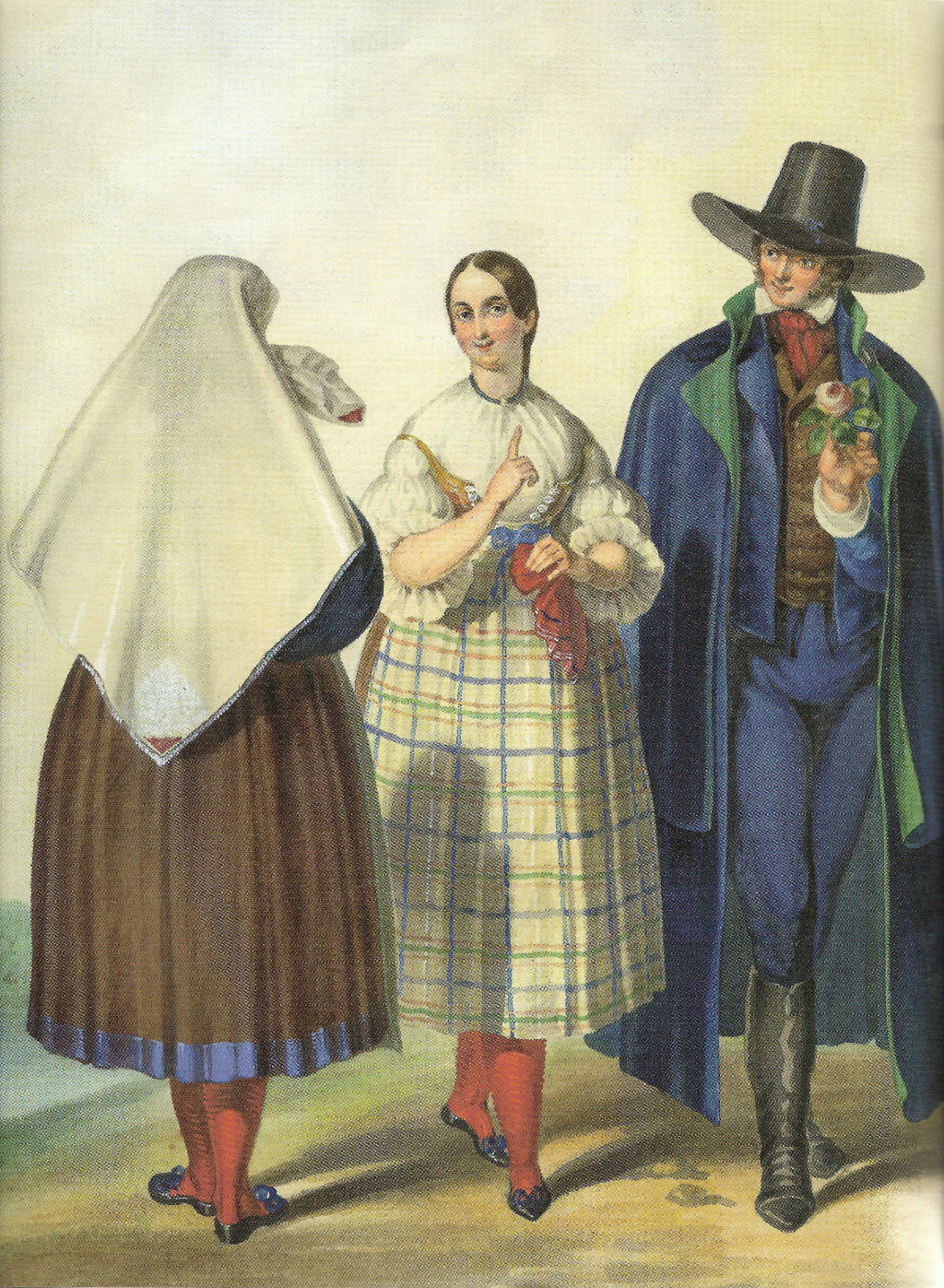
Henryk Jastrzembski: Bauer bei Teschen (1846)
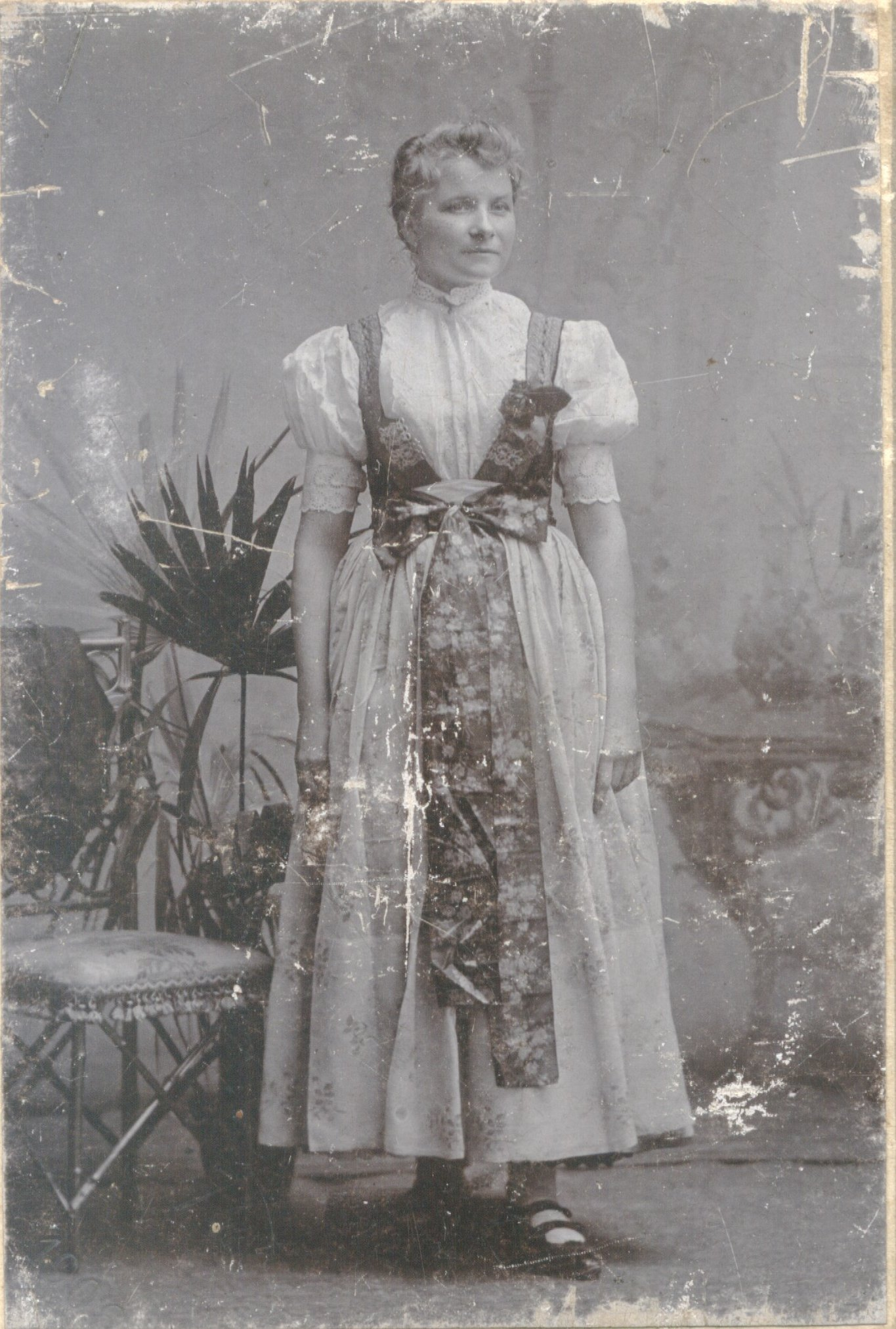
Eine Frau in der Teschener Tracht (1914)
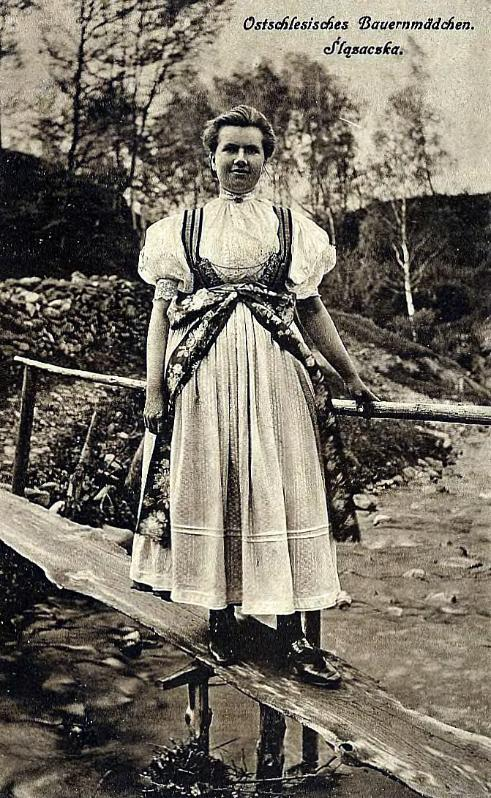
Eine Frau in der Teschener Tracht
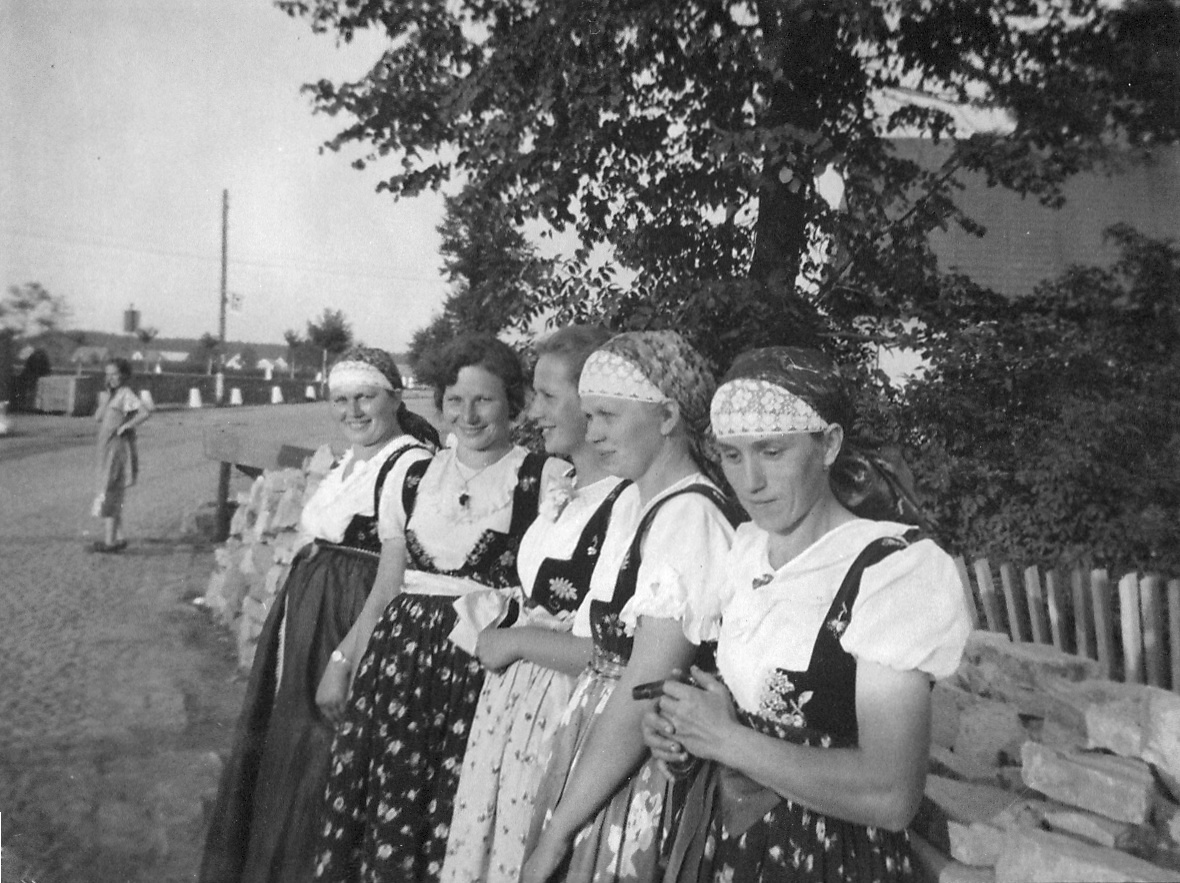
Frauen in Teschener Trachten in Skoczów (1938)
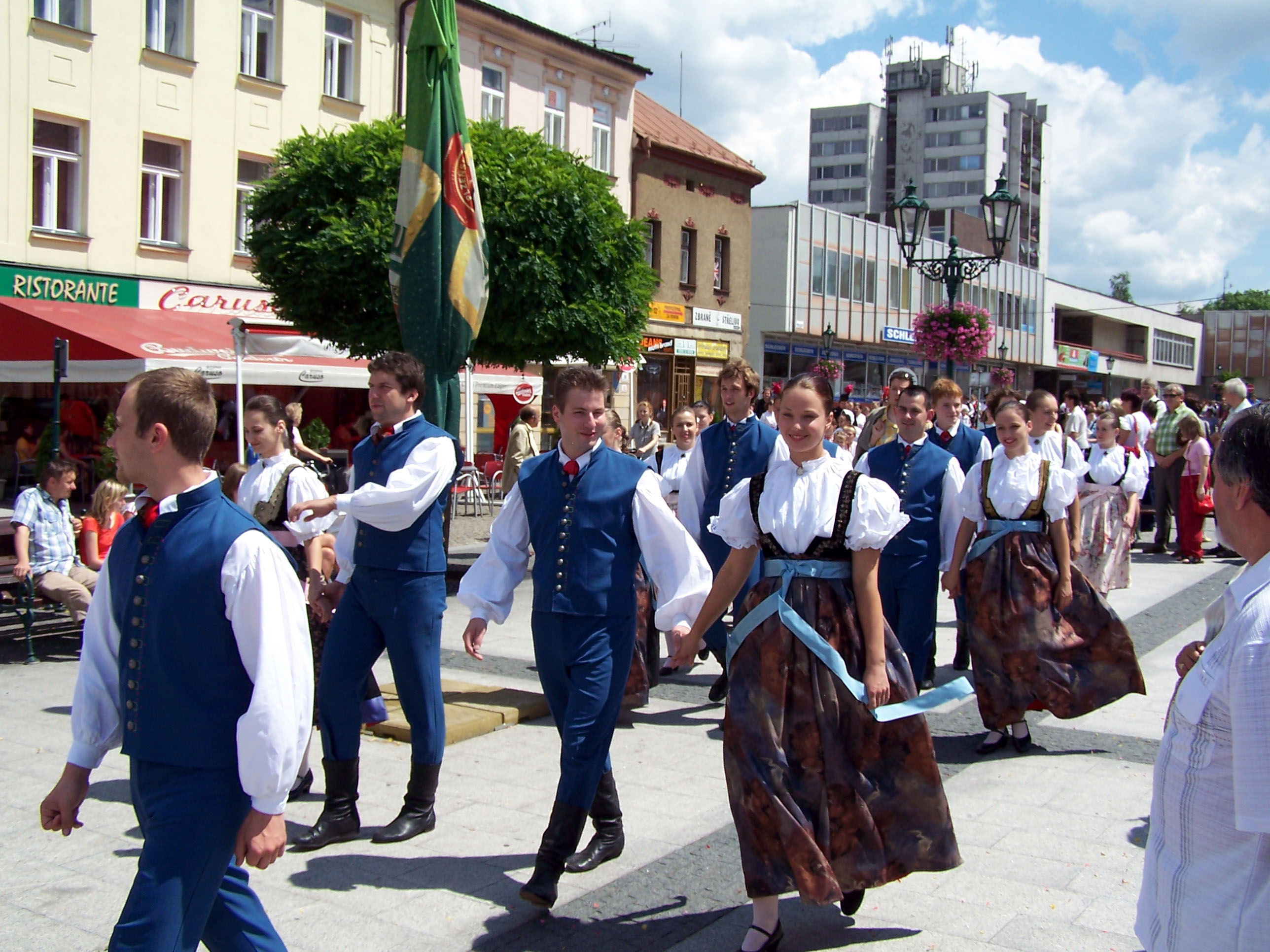
Die Truppe Olsa der Teschener Walachen auf einem Umzug der polnischen Minderheit in Karviná im Jahr 2007
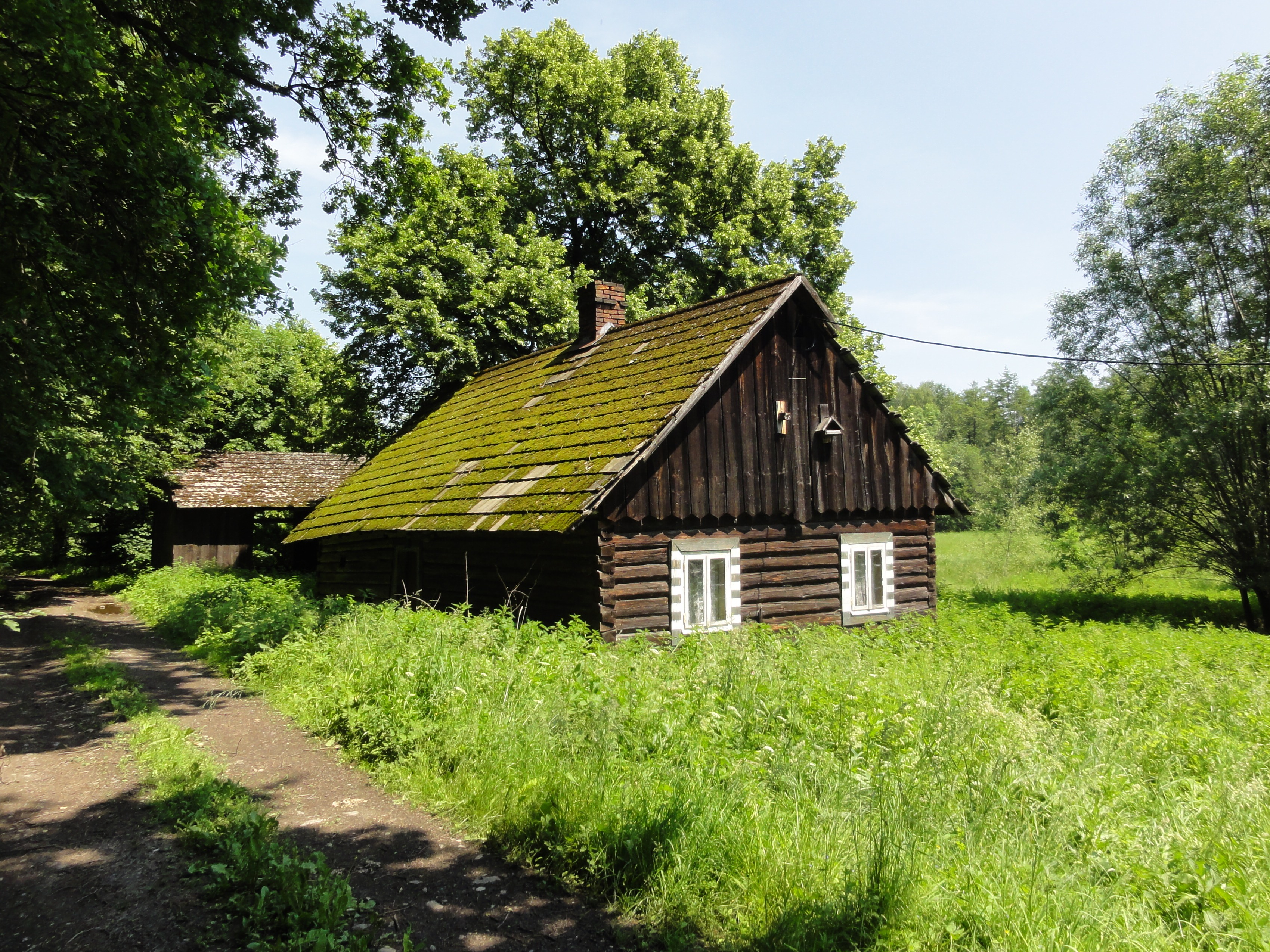
Ein traditionelles Holzhaus in Dębowiec (Baumgarten)